# Свято-Миколаївський собор (Очаків)
Свято-Миколаївський собор в Очакові — православний собор в Очакові; колишня мечеть.

## Історія

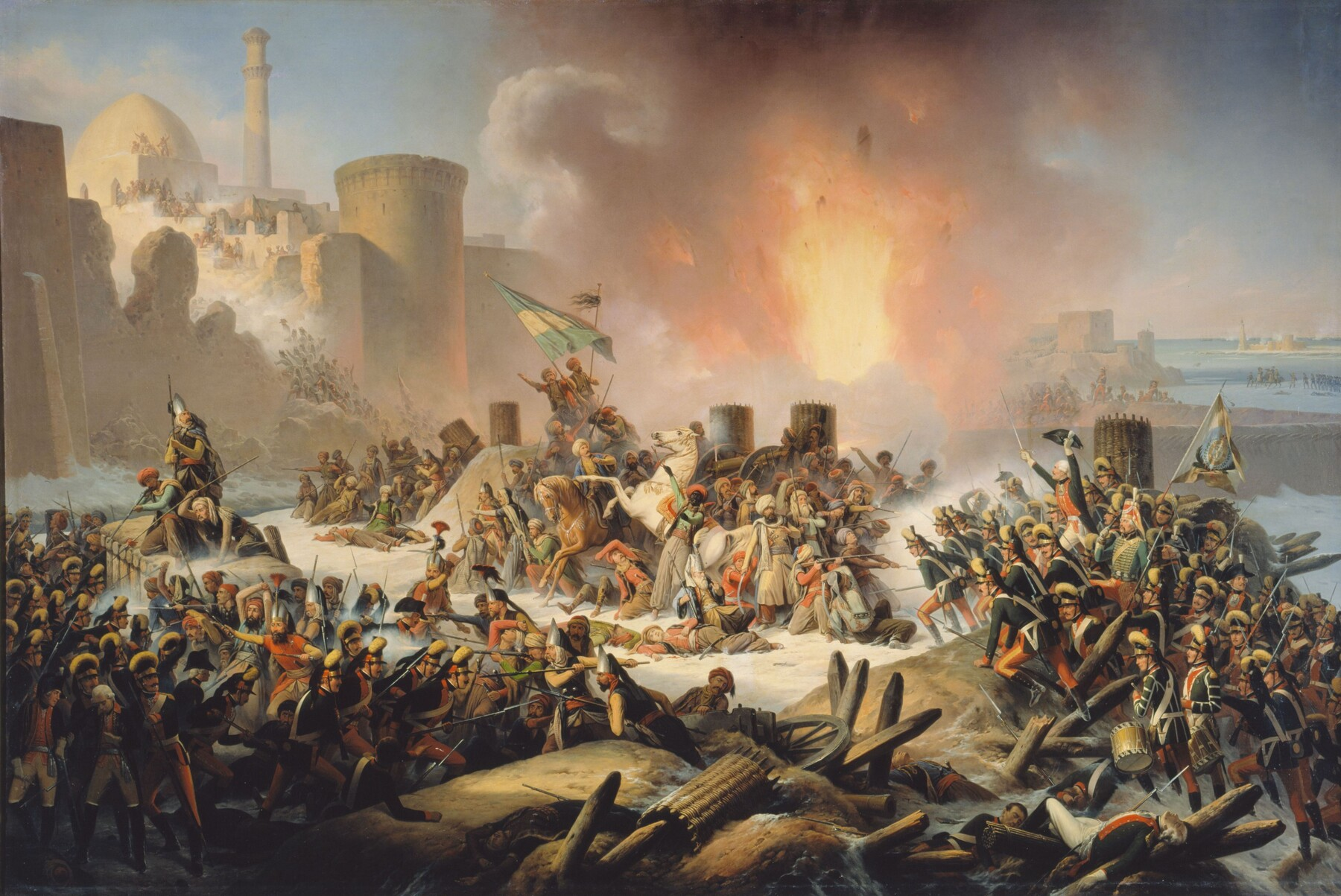
Штурм Очакова 6 грудня 1788 року.

В 1492 році на місці сучасного Очакова кримський хан Менґлі I Ґерай збудував фортецю Кара-Кермен. Наприкінці XV століття вона відійшла до Османської імперії. Турки значно розширили фортецю і назвали Ачи-Кале. Тоді ж було закладено на території фортеці і мечеть. Спочатку вона була оздоблена дерев'яними мінаретами, з часом їх змінили цегляні.
Взимку 1788 року російські війська під керівництвом Григорія Потьомкіна захопили Ачи-Кале (Очаків), а згодом фортеця була зруйнована вщент для пришвидшення підписання мирного договору.
Єдина будівля, що вціліла після штурму в 1788 році — це мечеть, розташована на території Гассан-пашинського бастіону.
В 1794 році православні віряни перебудували мечеть у церкву, що мала форму хреста. Їй дали назву — собор святого Миколая або Свято-Миколаївська церква (на честь перемоги російських військ при штурмі Очакова, що відбувся 6 грудня 1788 року, у день святого Миколая за старим стилем).